# Morzyce (gromada)
Morzyce – dawna gromada, czyli najmniejsza jednostka podziału terytorialnego Polskiej Rzeczypospolitej Ludowej w latach 1954–1972.
Gromady, z gromadzkimi radami narodowymi (GRN) jako organami władzy najniższego stopnia na wsi, funkcjonowały od reformy reorganizującej administrację wiejską przeprowadzonej jesienią 1954 do momentu ich zniesienia z dniem 1 stycznia 1973, tym samym wypierając organizację gminną w latach 1954–1972.
Gromadę Morzyce z siedzibą GRN w Morzycach utworzono – jako jedną z 8759 gromad na obszarze Polski – w powiecie włocławskim w woj. bydgoskim, na mocy uchwały nr 24/17 WRN w Bydgoszczy z dnia 5 października 1954. W skład jednostki weszły obszary dotychczasowych gromad Kamienna, Kołomia, Morzyce, Narty, Nowa Wieś i Wola Olszowa oraz folwark Wola Olszowa, parcele Wola Olszowa i wieś Rozdżeniec z dotychczasowej gromady Wola Olszowa Parcele ze zniesionej gminy Lubień w powiecie włocławskim w woj. bydgoskim, a także wieś Stefanów z dotychczasowej gromady Kąty ze zniesionej gminy Łanięta w powiecie kutnowskim w woj. łódzkim. Dla gromady ustalono 23 członków gromadzkiej rady narodowej.
Gromadę zniesiono 31 grudnia 1961, a jej obszar włączono do gromady Lubień w tymże powiecie.